# Grewia winitii
Grewia winitii är en malvaväxtart som beskrevs av William Grant Craib. Grewia winitii ingår i släktet Grewia och familjen malvaväxter. Inga underarter finns listade i Catalogue of Life.